# Deltote confluens
Deltote confluens là một loài bướm đêm trong họ Noctuidae.